# مانو بوزمور
مانو بوزمور كاتب وصحفي مغربي هولندي ، ولد عام 1991 بأمستردام ( هولندا ).

## سيرته
ولد مانو بوزمور بأمستردام من أبوين مغربيين ونشأ في حي دي بيجب الفقير. في عائلة تتكون من ثلاث شقيقات وثلاثة أشقاء. تلقى تعليمه العالي في ثانوية ريفورمد ليسيوم ساوث Reformed Lyceum South. ونشر أول أعماله في سنة 2013، و عمل في نفس الوقت أنذاك في أحد مطاعم السوشي. واصل الكاتب دراسته المتخصصة في التاريخ، مع مواصلة الكتابة. وباعتباره محبا كبيرًا للأدب، فقد استلهم في أعماله كُتَّبا أمريكيين أمثال ج. د. سالينجر و ستيفن كينغ وديفيد بينيوف . و اعترف أنه عندما كان صغيرا جدا قام بسرقة كتاب"الحارس في حقل الشوفان" The Catcher in the Rye ل: سالينجر من مكتبة في أمستردام .
استهل مسيرته الادبية بنشر روايته De Belofte van Pisa في عام 2013 ، و يصور هذا العمل قصة حياة المؤلف بدء من طفولته التي عاشها في الأحياء المهمشة في أمستردام و على وجه الخصوص في منطقة "دي بيجب". كما يسرد في الكتاب أيضًا قصة والديه اللذين ترعرعا في جبال الريف ، ووصلا إلى هولندا دون أن يكونا ملمين بالقراءة والكتابة. كما يروي شغفه بالأدب منذ كان صغيرًا، وأعمال السرقة التي اقترفها صغيرا في متاجر البيانو والمكتبات ودور الثقافة.
في عام 2017، أصبح أيضًا محررًا في الوسيلة الإعلامية هيت بارول ، ومجلة إيل ، و مجلة كوزموبوليتان .
في عام 2019، تحولت قصته الى فيلم سينمائي من إخراج رولف كوت و أداها ممثلون ونزل في دور السينما في 13 أكتوبر 2019 بنفس العنوان دي بيلوفتي فان بيزا De Belofte van Pisa .

## أعماله
- دي بيلوفتي فان بيزا ، 2013
- الصبي الأكثر مبيعا 2020